# Rijksstad Sélestat

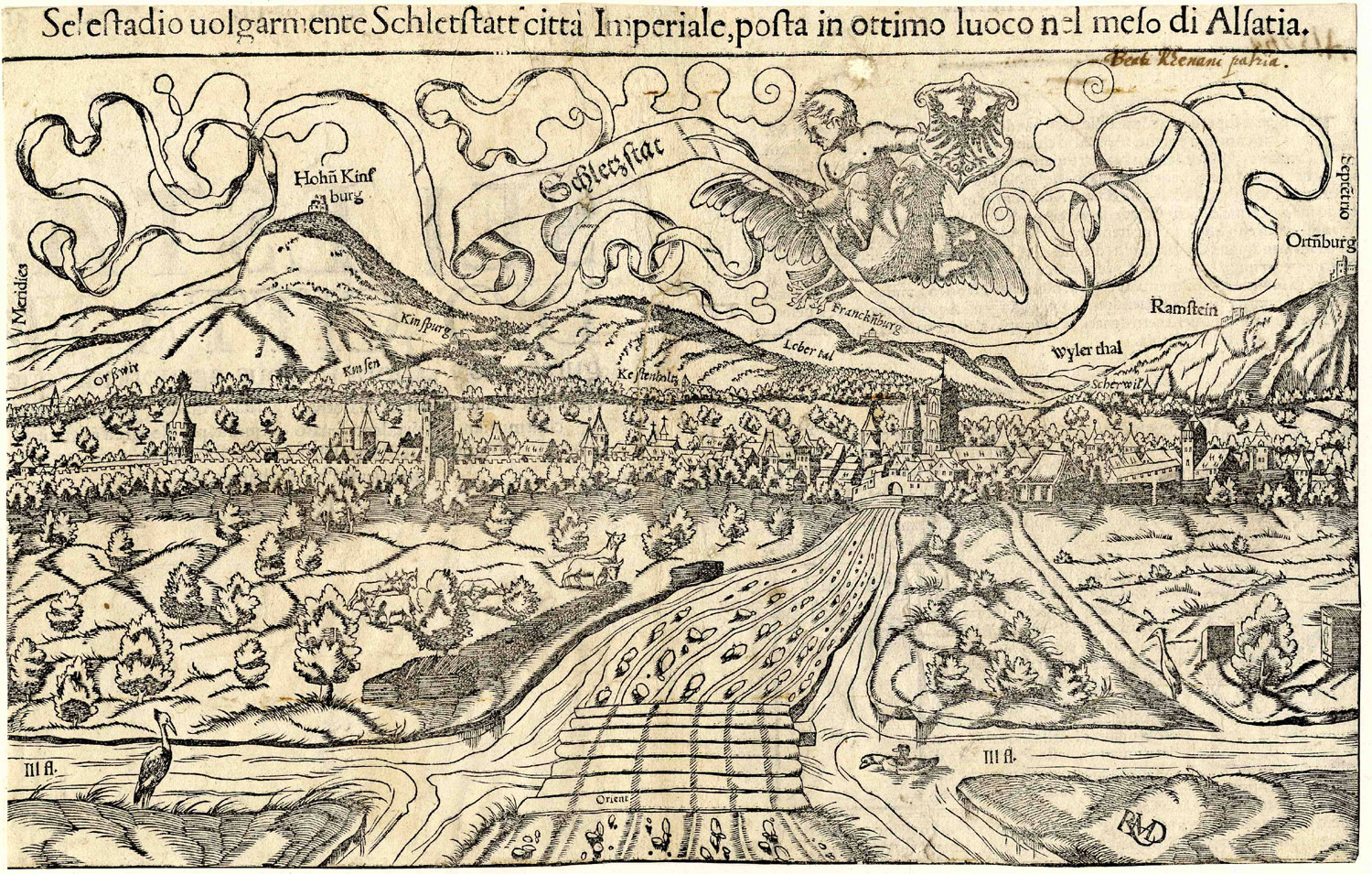
Sélestat op een houtsnede (voor 1550)

Sélestat (Duits: Schlettstadt) was een tot de Boven-Rijnse Kreits behorende rijksstad binnen het Heilige Roomse Rijk.
In 728 werd Sélestat voor het eerst vermeld als koningsgoed. In 1087 werd er door de moeder van Frederik van Hohenstaufen een kerk gebouwd, die later werd toevertrouwd aan monniken van de abdij Conques. Uit deze kerkelijke bezittingen ontstond het rijke prioraat Saint-Fides in Sélestat. In 1217 ontstond er een burgerlijke gemeente, waaraan het prioraat een belangrijk deel van zijn rechten moest afstaan. Na het uitsterven van de Hohenstaufen werd het in 1292 tot stad verheven en kreeg het de status van rijksstad. De stad sloot zich in 1354 aan bij de Tienstedenbond.
In 1452 werd een Latijnse school geopend in Sélestat en de stad werd een centrum van de humanisten (Beatus Rhenanus, Martin Bucer, Jacques Wimpheling). In 1493 was de stad het toneel van een revolte van boeren en andere mensen, die zich onderdrukt voelden. Ze kozen de zgn. Bundschuh, een soort veterschoen, als symbool. De revolutieplannen werden verraden en snel verijdeld; de aanstichters zwaar gestraft. 
Tijdens de Dertigjarige Oorlog werd de stad bezet door de Zweden en daarna door de Fransen. Het Verdrag van Münster van 1648 leverde de stad een onduidelijke status op: enerzijds gaf paragraaf 73 de landvoogdij Haguenau met de daarbij horende rechten over de stad aan Frankrijk, anderzijds verplichtte Koninkrijk Frankrijk zich in paragraaf 87 om de rijksvrije status van de stad te respecteren. In 1674 bezette Lodewijk XIV van Frankrijk echter de rijksstad. Vervolgens werd de stad in het kader van de reunionspolitiek in 1680 door Frankrijk geannexeerd. In de Vrede van Rijswijk van 1697 erkenden de Europese mogendheden de inlijving van de rijksstad.